# Jardin public de Bayeux
Le Jardin public de Bayeux est un jardin public situé rue de Port-en-Bessin, au nord-ouest de la ville. Site naturel classé, le jardin est en outre inscrit à l'inventaire des monuments historiques en 2008.

## Histoire
Le jardin public de Bayeux est ouvert depuis 1864. Le terrain fut donné à la ville de Bayeux par Charlemagne Jean-Delamare (1772-1858) pour y créer un jardin destiné à l'enseignement horticole. Charlemagne Jean-Delamare, passionné de sciences naturelles, proche de Jean Vincent Félix Lamouroux et d'Arcisse de Caumont, membre du conseil municipal et de la Société linnéenne de Normandie accompagnait le don du terrain d'une somme de 28 000 francs. 
Le jardin botanique ne vit jamais le jour mais le terrain fut aménagé en jardin public par Eugène Bühler (1822-1907) sur une surface de 2,6 hectares. Le jardin public a peu changé depuis sa création. Le parc, l'avenue d'accès sud et les deux pavillons d'entrée sont inscrits, depuis décembre 2007, à l'inventaire des monuments historiques.

## Principales curiosités
L'arbre le plus remarquable du jardin public est le hêtre pleureur planté au XIXe siècle, classé monument naturel depuis 1932 et labellisé « arbre remarquable de France » en 2001. D'espèce indéterminée, il pourrait être le résultat d'un greffage entre un hêtre commun et un faux de Verzy. Les branches de cet arbre ne pouvant soutenir elle-même leur poids, une armature en métal couvrant une surface de plus de 1250 mètres carrés permet d'éviter qu'elles se cassent. Depuis 2001, l'armature métallique en train de s'effondrer (elle datait de 1938) a été remplacée par une structure originale, œuvre d'un arboriste de la région décédé en 2013. Les branches ne reposent plus sur des poutres métalliques, mais sont suspendues par des sangles à un filet métallique tenu par quatre mâts, ce qui les rend libres de leurs mouvements.
La jardin public abrite 400 arbres dont des Sophora japonica, des Séquoia géant, des Koelreuteria paniculata. Beaucoup d'arbres ont été plantés lors de la création du jardin. D'autres ont été remplacés à l'identique.
Un buste en bronze de Charlemagne Jean-Delamare est érigé en 1880 dans le jardin. Il est l'œuvre du sculpteur Pierre Hottin (1821-1893). Il est fondu sous le régime de Vichy, dans le cadre de la mobilisation des métaux non ferreux. Un buste de remplacement en pierre est installé[Quand ?].